# Коббен, Альфред
Альфред Берт Картер Коббен или Альфред Коббен (англ. Alfred Bert Carter Cobban; 24 мая 1901, Челси, Лондон, Великобритания — 1 апреля 1968, Кенсингтон, Лондон, Великобритания) — английский военный историк. Специалист в области французской истории.

## Биография
Родился 24 мая 1901 года в районе Челси, Лондон. Окончил высшую школу Латимера и Колледж Гонвилл-энд-Киз. После учёбы преподавал историю в Ньюкаслском университете. Был приглашён в качестве профессора в Гарвардский и Чикагский университеты.
Редактор таких исторических журналов, как «History» «English Historical Review» «Political Science Quarterly» и других.
Умер 1 апреля 1968 года в районе Кенсингтон, Лондон.

## Взгляды
В 1954 году Альфред проводил лекцию по истории Франции в Университетском колледже Лондона. Он критиковал Великую французскую революцию, утверждая, что землевладельцы и средний класс хотели получить власть в свои руки. Позже лекция была опубликована как «Миф о Французской революции» (1955).
«Вероятно, около 95 процентов из 26 миллионов жителей Франции жили на изолированных фермах в деревнях и небольших сёлах. Из-за сильного перенаселения люди уходят на малоплодородные земли, в болота и на вершины гор. Сельское хозяйство продолжило свои средневековые традиции. На неё мало повлияли методы, разработанные Англией в XVIII веке. Промышленность до сих пор оставалась ручной. Во всех этих фундаментальных основах не имеет большого значения, говорим мы про 1789 или 1799 год. Революция существенно не увеличила и не уменьшила основные ресурсы Франции, хотя она изменила то, как эти ресурсы использовались или могли быть использованы».

### На русском языке
- Коббан А. Закат политической теории // Политическая теория в XX веке: сборник статей / под ред. А. Павлова. — М.: Издательский дом «Территория будущего», 2008. — С. 219-236. — ISBN 5-91129-022-7.